# Velika čistka
Velika čistka je niz kampanja političke represije i progona koji su se događali u Sovjetskom Savezu u razdoblju od 1936. do 1938. godine. 

## Velika čistka
Ovu kampanju je zamislio i njome upravljao Josif Staljin. Počela je čišćenjem Komunističke partije i vladinih službenika, represijom seljaka, a nastavljeno s vodstvom Crvene armije, i progon nepodobnih osoba. Obilježilje su je jak policijski nadzor, rasprostranjena paranoja od „diverzanata“, zatvora i pogubljenja. U ruskoj povijesti se period najintenzivnije čistke, 1937. – 1938., naziva Ježovščina po Nikolaju Ježovu, šefu sovjetske tajne policije NKVD-a. Prema sovjetskoj arhivi tijekom 1937. i 1938., NKVD je uhitila 1 548 366 osoba, od kojih je 681 692 ubijeno, prosječno 1000 pogubljenja dnevno. Neki stručnjaci vjeruju da su dokazi pušteni iz sovjetskog arhiva podcijenjeni, nepotpuni ili nepouzdani. Povjesničar Michael Ellman tvrdi da je najbolja procjena smrtnih slučajeva izazvanih sovjetskom represijom tijekom ove dvije godine u raspon od 950 000 do 1,2 milijuna, što uključuje i smrti u pritvoru i one koji su umrli nedugo nakon što su pušteni iz gulaga kao posljedica boravka u zatvoru. On također navodi da je to procjena koju bi trebali koristiti povjesničari i profesori ruske povijesti.

## Žrtve staljinovih čistki u Jugoslaviji
Prema knjizi koju je objavio jugoslavenski novinar i komunist Živojin Pavlović "Bilans sovjetskih termidora", u velikim čistkama je ubijeno i oko 600 jugoslavenskih komunista.

## Vanjske poveznice
- The Case of Bukharin Transkript Nikolaja Bukharina svjedočanstva, Red Star Press, 1973, page 369-439, 767-779
- Stvarna video snimka iz trećeg moskovskom suda
- Nicolas Werth Studija slučaja: NKVD Misa Tajna Operacija n ° 00447 (kolovoz 1937 - studeni 1938)
- "Dokumentiranje poginulih: istraživanje o masovnim ubojstvima stranaca u Moskvi, 1937-1938" Do Barry McLoughlin, American Historical Association, 1999.